# Aton GmbH
Aton GmbH este un holding german fondat în anul 2001 de doctorul Lutz Mario Helmig.
Holdingul deține peste 70 societăți la nivel mondial în diverse domenii de activitate: industria minieră, farmaceutică, aeronautică, automotive, agricultură și cercetare medicală.
Are o cifră de afaceri de 1,8 miliarde de euro.

## Aton Transilvania
Aton Transilvania este divizia locală a Aton GmbH, înființată în anul 2006 după preluarea mărcii Moara Cărani de la proprietarii Heyl & Mann, singurul producător industrial de făină de grâu din regiunea Banat-Timișoara.
Aton Transilvania mai are investiții în construcții metalice (stație electrică, parcul industrial, panouri prefabricate).
Din Aton Transilvania fac parte Agrocereal Carani, Cer-Oil, Arendtrans, Vital&Heyl și Agriconcept.
În prezent (aprilie 2010) compania are 15.000 de hectare suprafață arabilă de grâu și porumb luate în arendă, respectiv 5.000 hectare proprietate proprie (marea majoritate în județul Timiș).
România este singura țară în care Aton GmbH derulează afaceri și în domeniul agricol.
În mai 2010, Aton Transilvania a inaugurat Moara Cărani 5, cea mai mare moară industrială din România, după capacitatea de producție în 24h, și una din cele mai mari din Europa de Est, în urma unei investiții de 11 milioane de euro.
Număr de angajați în 2008: 550
Cifra de afaceri în 2008: 40 milioane euro

## Vital & Heyl
Compania Vital & Heyl este o firmă furnizoare făină vrac și a fost achiziționată în anul 2006.
Acționarul majoritar al companiei era omul de afaceri timișorean Nicolae Mann.
Vital & Heyl a avut o cifră de afaceri de 10 milioane de dolari în 2001, de 20 milioane de dolari în 2003,
și 14 milioane de euro în 2007.
În iunie 2015, Nikolaus Mann a fost condamnat, în primă instanță, de Tribunalul Arad, la 15 ani de închisoare, pentru delapidarea firmelor din grupul Aton,
prejudiciul fiind estimat la aproximativ 33 de milioane de euro.